# Economia Azerbaidjanului
Economia Azerbaidjanului este o economie de piață. Conform acesteia, statul este obligat să asigure libertatea comerțului și protecția concurenței loiale. În economia Azere acționează așadar legea cererii și a ofertei. La baza acesteia se află proprietatea privată care trebuie protejată și garantată.
În perioada comunistă i-a fost acordată o atenție deosebită industriei de petrol și de gaze naturale, precum și industriei de mașini și echipamente, industriei textile și celei alimentare. 
În secolul al XX-lea, zăcămintele Azerbaidjanului furnizau cea mai mare parte a petrolului, necesară Imperiului Rus, respectiv fostei URSS. În prezent (anul 2009) Azerbaidjanul este un furnizor important de petrol al țărilor occidentale, de care este legat prin oleoductul Baku-Tbilisi-Ceyhan. Acesta ocolește Rusia și îi permite să livreze țiței Turciei și de acolo restului Occidentului.
Energia electrică este produsă preponderent de termocentrale. În timp ce capitala Baku este centrul principal industrial al republicii, Sumqayıt este cel mai mare furnizor de produse siderurgice. Industria azeră produce îngrășăminte chimice, carburanți, herbicide, uleiuri industriale, cauciucuri sintetice și plastice. Industria ușoară produce mărfuri din bumbac și lână, încălțăminte și alte articole de larg consum. 
Deși suprafața cultivabilă a Azerbaidjanului nu depășește o cincime din teritoriul său, produsele asigurate sunt semnificative. Azerbaidjanul este un lider în producția bumbacului, tutunului, strugurilor și a ceaiurilor la nivel regional. Dat fiind că fluviile navigabile sunt puține, Azerbaidjanul a dezvoltat cu precădere transportul feroviar și cel automobilistic. 
Atât câmpiile, cât și dealurile molcome, în general sunt bine udate și adecvate culturilor, cele mai importante în antichitate fiind cerealele și viile. Luncile mănoase sunt ideale pentru pășunat. Alte resurse importante sunt codrii montani, pare-se cândva foarte bogați în pomi, ceea ce o mărturisește construirea caselor din lemn. Piatra, de asemenea, a fost folosită tăiată în blocuri pătrate. Agricultura, resursele naturale și un comerț care cu timpul a devenit extrem de activ, au influențat decisiv civilizația azeră. 
Azerbaidjanul are resurse naturale bogate de petrol, gaze naturale, aur, aluminiu etc. Printre produse marine preferate de toți putem enumera caviarul și diferite soiuri de pești, preparate după rețete tradiționale.

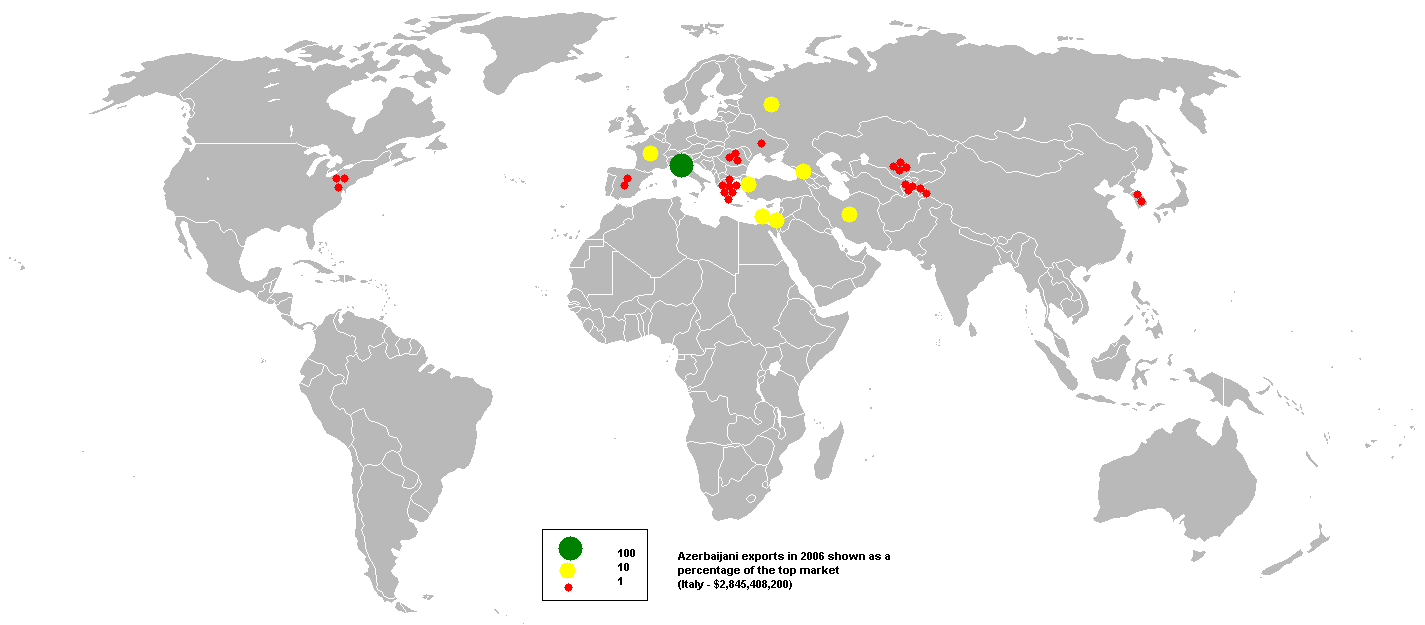
Exporturile din Azerbaidjan în 2006.

## Moneda
Manatul azer este unitatea monetară oficială a Azerbaidjanului, (1 manat azer = 100 qəpik).
Cuvântul azer manat este împrumutat din limba rusă: монета, pronunțat: [man'eta], care semnifică „monedă metalică”, „mărunțiș”. La rândul său, cuvântul rusesc монета a fost împrumutat din limba latină: moneta „monedă”. 
„Manat” era, în epoca sovietică, denumirea rublei sovietice în limbile azeră și în turkmenă.
Grafica actualelor monede metalice și bancnote care circulă în Azerbaidjan a fost creată de către austriacul Robert Kalina, unul dintre desenatorii euro.